# Elimar I.
Elimar I. (též Egilmare či Egilmar; asi 1040 – 1112) byl prvním oldenburským hrabětem, vládl přibližně v letech 1091 – 1108. Je zakladatelem oldenburské dynastie a jako takový je prapředkem i Glücksburků, ruské dynastie Holstein‑Gottorp‑Romanov či britských Mountbatten-Windsorů. Je tak v přímé mužské linii předkem tří současných panovníků Evropy: Markéty II. (Dánsko), Haralda V. (Norsko) a Karla III. (Velká Británie).

## Život
Elimar I. je poprvé zmíněn jako svědek v listině hambursko-brémského arcibiskupa Liemarga, která je datována do roku 1091.
Podle dalšího dokumentu z roku 1108 byl hrabě Egilmar I. přijat do bratrstva opatství Iburg, zde je také první zmínka o Oldenburgu, pozdějším sídle rodu. Egilmar I. je v tomto dokumentu, který pravděpodobně napsal jeho bratr, popsán jako „comes in confinio Saxonie et Frisie potens et manens“, tj. mocné hrabě žijící na hranici mezi Saskem a Frískem. Neexistuje ale jasný důkaz, že Elimar I. již vlastnil hrad v Oldenburgu.

## Rodina a původ
Přesný původ Elimara je nejasný. Mohl pocházet z Osnabrücku, odkud mohl přijít s hrabětem Fridrichem z Arnsbergu.
Podle záznamů mnicha Alberta ze Stade byla ženou Elimara I. Richenza z Dithmarschenu (též zmiňována Rikissa a Rixa), která byla dcerou Dediho z Gosecku nebo Ethelera ze Stade, její matkou byla Ida z Elsdorfu. Ida byla šlechtična švábského původu, která byla neteří císaře Jindřicha III., její matka Gertruda Brunšvická (1100–1177) byla sestrou papeže Lva IX.